# 最高议会 (德涅斯特河沿岸)
德涅斯特河沿岸摩尔达维亚共和国最高议会，又译德涅斯特河沿岸摩尔达维亚共和国最高苏维埃，是德涅斯特河沿岸摩尔达维亚共和国的国家立法机关。德涅斯特河沿岸摩尔达维亚共和国最高议会实行一院制，由33名议员组成。议会任期4年。现任议长（最高会议主席）是亚历山大·谢尔盖耶维奇。

## 備註
1. ↑  摩爾多瓦語：
羅馬尼亞語：[2]
俄語：[3]
烏克蘭語：[4]